# El Kseur
El Kseur è un comune dell'Algeria, situato nella provincia di Béjaïa.